# Emmanuel-Maurice Duverney
Pour l’article homonyme, voir Duverney.
Emmanuel-Maurice Duverney ou Du Verney, né le 4 juillet 1688 à Paris et mort le 16 novembre 1761, est un médecin et anatomiste français.
Il est fils de Joseph-Guichard Duverney (1648–1730) et de Marie-Marguerite Manney.
Médecin de la Faculté de Paris, il fut reçu docteur le 25 octobre 1718.
Emmanuel-Maurice Duverney fut professeur en anatomie au Jardin du roi de 1718 à 1729. Il succéda à son père Joseph-Guichard Duverney.